# قائمة شخصيات الشاهنامة

## الملوك

### البيشداديون
- كيومرث
- هوشنغ
- طهمورث
- جمشيد
- ضحاك
- فريدون
- منوشهر
- نوذر
- زوطهماسب
- غرشاسب

### الكيانيون
- كيقباد
- كيكاووس
- كيخسرو
- لهراسب
- كشتسب
- بهمن بن اسفنديار
- هماي
- داراب
- دارا بن دارب

### الأشكانيون وملوك الطوائف
- اردوان
- أرد
- مهرداد
- هفتودا

### الساسانيون
- اردشير بابكان
- سابور بن اردشير
- اورمزد
- بهرام بن هرمز
- بهرام بن بهرام
- بهرام بهرميان
- نرسي بن هرمز
- هرمز بن نرسي
- سابور بن هرمز
- أردشير بن هرمز
- سابور ذي‌الأكتاف
- بهرام بن سابور
- يزدجرد بن سابور
- بهرام جور
- يزدجرد بن بهرام
- هرمز بن يزدجرد
- فيروز بن يزدجرد
- بلاش بن فيروز
- قباد بن فيروز
- كسري أنوشروان
- هرمزد بن كسري
- كسري ‌برويز
- قباد بن برويز
- شيرويه
- اردشير بن شيرويه
- فرخ‌زاد
- يزدجرد الثالث

## الأبطال
- آبتين
- آرش
- سيامك
- نريمان
- سام
- زال
- رستم
- سهراب
- برزو بن سهراب
- توس بن نوذر
- جيو
- غودرز
- قارن
- بيجن
- بهرم
- جرجين
- زوارة بن دستان
- رهام
- كستهم
- فرامرز
- شغاد
- غرشاسب
- زنكي شاوران
- برته
- فرهاد
- اسفنديار
- بشوتن
- ميلاد
- سياوش بن كيكاووس
- كاوه الحداد
- جندل
- بهرام جوبين
- زرير بن لهراسب
- رستم فرخزاد
- سلم
- تور
- إيرج

## الموابذه والأنبياء
- شيدسب
- جاماسب
- كرتير
- بزرجمهر
- برزوي
- هسيار
- ماني
- مزدك
- زردشت
- نكيسا
- باربد
- مهراذر
- مهراس

## الملوك والأبطال عدا الإيرانيون
- أفراسياب
- بيران
- كرسيوز
- بشنك
- كرويزره
- هومان
- أغريرث
- سرخه
- شيده
- كاموس
- اشكبوس
- بارمان
- تخوار
- جهن
- خزروان
- دمور
- بيلسم
- فرشيدود
- تجاب
- نستهين
- روئين
- أخواست
- سبهرم
- أرجاسب
- بيدرفش
- مرداس
- مهراب
- الياس خزري
- ضحاك
- اسكندر
- هبتال
- سبيذديو

## النساء
- أرنواز بنت جمشيد
- شهرناز بنت جمشيد
- فرانك
- أرزو
- أزادة
- سهي
- مهافريد
- رودابة بنت مهراب
- تهمينة بنت سمنجانشاه
- منيجة
- سودابة بنت هاماورانشاه
- جريرة
- فرنجيس بنت افراسياب
- كلشهر
- اسبنوي
- هماي بنت لهراسب
- بهافريد بنت لهراسب
- غردافريد
- كتايون
- سيندخت
- بوراندخت
- آزرميدخت
- شيرين
- مريم بنت قيصر